# Wilson Allen Wallis
Wilson Allen Wallis (* 5. November 1912 in Philadelphia, Pennsylvania; † 12. Oktober 1998 in Rochester, New York) war ein US-amerikanischer Wirtschaftswissenschaftler und Statistiker. Er besuchte die University of Minnesota und erwarb 1932 den Bachelor-Grad in Psychologie. Er war Mitglied der Chi Phi Fraternity.

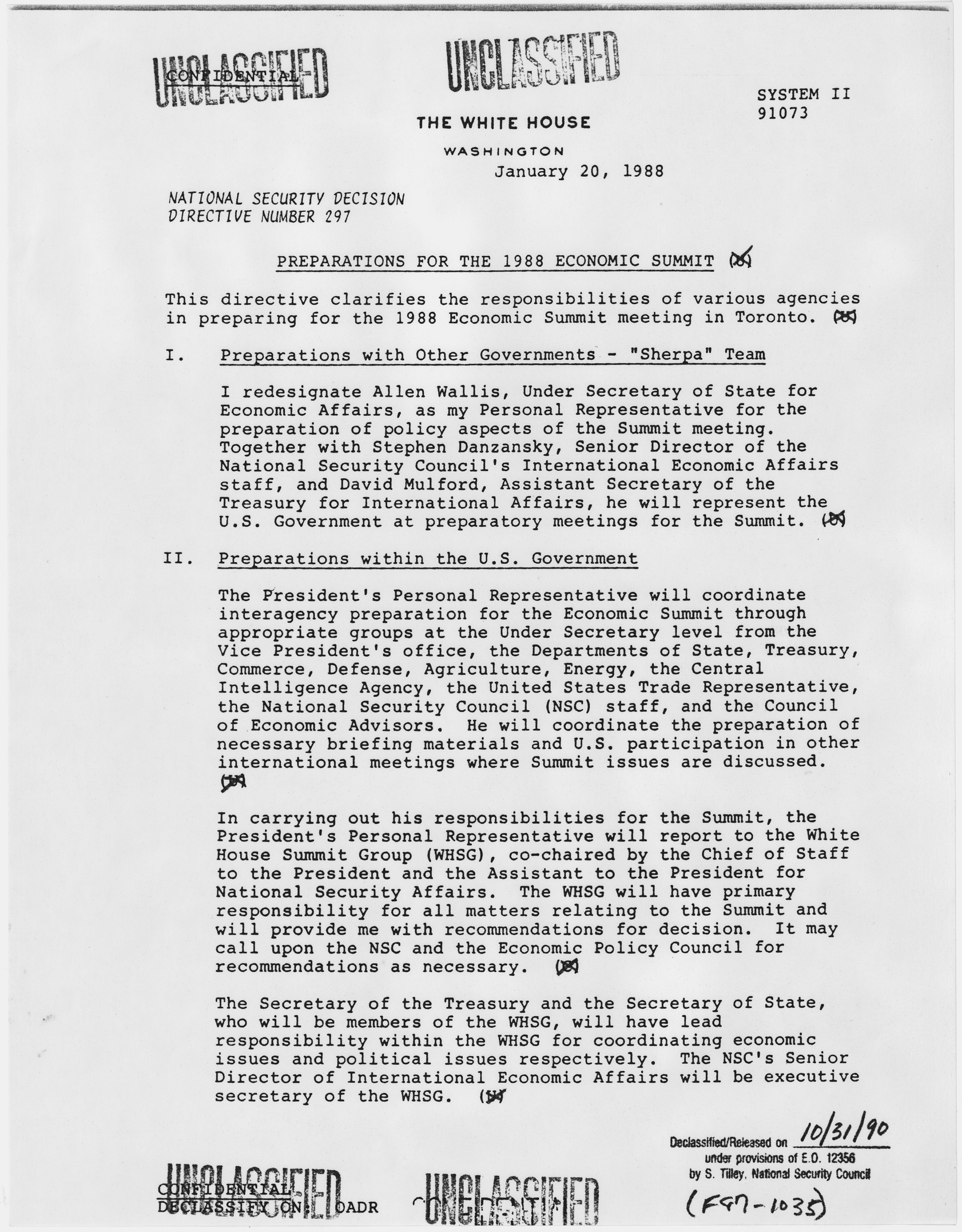
G7-Gipfel in Toronto 1988

Wallis war von 1962 bis 1970 als Nachfolger von Cornelis de Kiewiet Präsident der University of Rochester. Er war als Wirtschaftsberater der Präsidenten Dwight D. Eisenhower, Richard Nixon, Gerald Ford und Ronald Reagan tätig. 1964 wurde er in die American Academy of Arts and Sciences gewählt. Zwischen 1982 und 1989 übte er das Amt des Staatssekretärs für Wirtschafts- und Landwirtschaftsangelegenheiten (Under Secretary of State for Economic, Business, and Agricultural Affairs) aus und hatte damit die dritthöchste Position im Außenministerium der Vereinigten Staaten inne.